# Детройт
Детройт (на английски: Detroit) е американски град в окръг Уейн, щата Мичиган. Името му произлиза от едноименната река (на френски Ривиер дю Детроа (Rivière du Détroit), „река на пролива“), която протича между езерата Сейнт Клеър и Ери. Градът е 18-и по население в САЩ със 713 777 жители според преброяването от 2010 г.
Основан от търговци на кожи през 1701 г., Детройт е световноизвестен като център на автомобилната промишленост, а в края на XX век се прочува и с високите нива на престъпност. В САЩ името на града е станало нарицателно за престъпност поради честите убийства и престрелки дори и в сравнително спокойни части на града.
Детройт е свързан с канадския град Уиндзър чрез мост и тунел и заедно с него оформя четвъртия най-голям метрополис в Северна Америка. Често срещани прякори на града са Motown, Motor City, The D и The 313 (по телефонния код на целия окръг). В Детройт автомобилите от предната страна нямат регистрационни табели. Градът е известен най-вече като „градът на 7-те езера“.

## История
Палеоиндианци обитават района на Детройт преди около 11 000 години. Към XVII век местността се обитава от племената виандот, отава, потауатоми и ирокези.
Първите европейци достигат района на Детройт, когато френски мисионери и търговци си проправят път около Лигата на ирокезите, с които са във война към 1630-те години. Северната страна на езеро Ери е под контрола на виандот и неутрал до 1650-те години, когато ирокезите изгонват племето ери от езерото след Бобровите войни от 1649 – 1655 г. Към 1670-те години изморените от война Ирокези вече имат претенции за владения чак до река Охайо в северен Кентъки и са абсорбирали много ирокезки народи, след като са ги победили във войната. През следващите сто години на практика нито британците, нито французите дръзват да предприемат действия без да вземат предвид вероятния отговор на ирокезите. Когато Френската и индианска война изпъжда Кралство Франция от Канада, това премахва една бариера за британските колонизатори за миграция на запад.
Сражения през 1778 г. и експедиция през 1779 г. решително отварят Охая за западната емиграция, която започва почти веднага и 1800 бели заселници тръгват на запад. Градът е наименуван от френски колонизатори по името на река Детройт (на френски: le détroit du lac Érié, означаващо протокът на езеро Ери), свързваща езерата Хюрън и Ери.
На 24 юли 1701 г. френският изследовател Антоан дьо ла Мот Кадиляк, заедно с над сто други заселници, започва строителството на малък форт на северния бряг на река Детройт. Кадиляк по-късно наименува поселението Фор Поншартран дю Детруа (Форт Детройт) в чест на Луи Фелипо дьп Поншартран, морски министър по времето на Луи XIV. Французите предлагат безплатна земя на колонизаторите, за да привличат семейства към Детройт. Когато достига население от 800 души към 1765 г., това е най-голямото европейско селище между Монреал и Ню Орлиънс, и двете френски поселения. към 1778 г. населението му вече е 2144 души и е третият най-голям град в тогавашен Квебек.
Местната икономика се основава на изгодната търговия с кожи, в която важни роли играя много индианци. Наследниците на ранните френски и френско-канадски заселници образуват сплотена общност, която постепенно е изместена като доминиращо население, след като повече англо-американски заселници идват в района в началото на XIX век. Французите остават малка подкултура в региона до наши дни.
По време на Френската и индианска война (1754 – 1763) британски сили поемат контрол над селището през 1760 г. Те съкращават името на Детройт. Няколко индиански племена започват въстание на Понтиак (1763) и предприемат обсада на Детройт, но не успяват да го превземат. След войната Франция преотстъпва териториите си в Северна Америка източно от Мисисипи на Великобритания.
След Американската война за независимост и независимостта на САЩ, Великобритания отдава Детройт по силата на договора на Джей (1796), който създава северната граница с Канада. През 1805 г. пожар унищожава по-голямата част от Детройт, който по това време е съставен основно от дървени постройки. Единствените постройки, които оцеляват са склад близо до реката и тухлените комини на бившите дървени къщи.
От 1805 до 1847 г. Детройт е столица на Мичиган. По време на Британско-американската война от 1812 г. градът се предава без бой на британските войски след обсада. Впоследствие американците се опитват да си го върнат на следващата година, но не успяват и претърпяват тежки загуби. Детройт накрая попада в американски ръце по-късно през 1813 г.
През 1815 г. Детройт е инкорпориран като град. Докато градът се разраства, е разработен геометричен уличен план с големи булеварди като в Париж. Преди Американската гражданска война, местоположението на града близо до границата между Канада и САЩ го прави ключова спирка за робите, бягащи за свобода към Севера чрез Подземната железница. Много мъже от Детройт доброволно се записват да се бият за Съюза по време на Американската гражданска война.
В края на XIX век са построени няколко имения източно и западно от сегашния център на града, отразяващи богатството на промишлеността и търговските магнати. По това време Детройт понякога е наричан Париж на Запада, заради архитектурата му и големите авенюта в парижански стил. Градът постепенно расте след 1830-те години с развиването на корабостроенето, превозите на стоки и производството. Стратегически разположен между Големите езера, Детройт става голямо пристанище и транспортен възел.
През 1896 г. процъфтяващата търговия с коли кара Хенри Форд да построи първия си автомобил в работилница под наем на Мак Авеню. През този период Детройт разширява граници си, анексирайки повечето съседни селища. През 1903 г. Хенри Форд основава Форд Мотър Къмпани. Производството на Форд, както и това на други автомобилни пионери, основават статута на Детройт в началото на XX век като световната автомобилна столица.
С бързото увеличаване на промишлените работници в автомобилните заводи, се създават профсъюзи, които се борят за по-добри условия и заплати на работниците. Към 1920 г. градът вече е четвъртият най-голям в САЩ след Ню Йорк, Чикаго и Филаделфия. Сухият режим в САЩ от 1920 до 1933 г. води до това, че река Детройт става канал за контрабанда на канадски алкохолни стоки.
Детройт, като и много други места в САЩ, развива расови конфликти и дискриминация през 20 век, след като стотици хиляди нови работници са привлечени към промишления град, водейки след себе си бързо демографски промени. Голямата миграция на афроамериканци от селскостопанските райони в Юга е задмината от миграцията на бели хора от Юга. Имиграцията води европейци от южните и източните части на Европа с католически и юдаистки вярвания. През 1915 г. Детройт става един от големите градове, където се надигат Ку Клукс Клан. Към 1920-те години градът вече е крепост на KKK, чийто членове се противопоставят както на религиозните емигранти, така и на афроамериканците. Групировката на белите Черен легион е активна в района на Детройт през 1930-те години, когато 1/3 от членовете ѝ в Мичиган са базирани в града. След 1936 г. групировката се разпада, а много от членовете ѝ са осъдени на доживотен затвор за убийство.
През Втората световна война правителството окуражава преустрояването на автомобилната индустрия в полза на Съюзническите сили и Детройт играе ключова роля в този процес.
Работните места се отварят толкова бързо, че 400 000 души са привлечени към града само в периода 1941 – 1943 г., сред които 50 000 афроамериканци. Европейските имигранти и наследници им не харесват черната конкуренция за работни места и къщи. Федералното правителство забранява дискриминацията в работата, но когато през юни 1943 г. компанията Пакард повишава трима афроамериканци да работят до бели на поточната линия, 25 000 бели работници напускат предприятието. През 1943 г., три седмици след протеста в завода на Пакард, избухват безредици. За три дни са убити 34 души, от които 25 афроамериканци. Близо 600 други са ранени, от които 75% са афроамериканци.
Промишлените сливания през 1950-те години, особено в автомобилния сектор, увеличават олигополите в американската автомобилна промишленост. Към 1950 г. градът достига своя връх в населението – 1 849 568 души и се нарежда на пето място в САЩ по брой жители.
Както и при другите големи американски градове след войната, строителството на големи магистрали около Детройт и кипящата нужда за нови домове стимулира субурбанизацията. През 1956 г. последният трамвай в Детройт е премахнат и заменен от автобуси на газ. През 1941 г. в час пик на някои оживени булеварди автобус минава на всяка минута.
Към 1950 г. в града живее около 1/3 от населението на щата, държано тук от промишлеността. През следващите 60 години населението на града намалява до по-малко от 10% от населението на щата. През това време в предградията на Детройт вече живее половината население на града.
През юни 1963 г. Мартин Лутър Кинг изнася голям реч в Детройт, която предвещава известната му реч „Имам една мечта“ във Вашингтон два месеца по-късно. И докато движението за граждански права на афроамериканците в САЩ се сдобива със значителни федерални закони през 1964 и 1965 г., дългите несправедливости водят до конфронтации между полицията и младото чернокожо население на града. Напрежението в Детройт кулминира с бунтове през юли 1967 г. Губернаторът Джордж Ромни извиква Националната гвардия на Мичиган в Детройт, а президентът Линдън Джонсън изпраща войски от армията. В сблъсъците загиват 43 души, ранени са 467 души, 7200 са арестувани, а 2000 сгради са разрушени, основно в жилищните комплекси на афроамериканците и в бизнес зоните. Хиляди малко бизнеси затварят завинаги или се преместват в по-безопасни квартали. Това се оказват най-скъпите бунтове, възникнали в САЩ.
На 18 август 1970 г. Националната асоциация за напредък на цветнокожите подава иск за дело срещу държавни служители на Мичиган, сред които е и губернаторът Уилям Миликен, с обвинения за сегрегация в училищата. Върховният съд САЩ поема делото на 27 февруари 1974 г., а последвалото му решение има национално въздействие. С кратко решение, съдът отбелязва, че училищата са обект на местен контрол и че градовете не могат да се накарат да решават проблемите в училищните.

### Упадък
През ноември 1973 г. Детройт избира първият си чернокож кмет – Колман Йънг. Той работи върху повишаването на расовото разнообразие в полицията. Той иска и да подобри транспортната система на Детройт, но напрежението между Йънг и колегите му в крайните райони относно местни въпроси поражда проблеми. През 1976 г. федералното правителство предлага 600 милиона долара за построяване на метро под една местна власт. Но неспособността на Детройт и покрайнините му да реши конфликтите покрай транзитното планиране води до това, че регионът губи повечето финансиране за метрото. След като се проваля да се договори за по-голяма система, градът започва строителството на надземна транзитна система в центъра.
Петролните кризи от 1973 и 1979 г. също засягат Детройт и автомобилната му промишленост. Купувачите започват да избират по-малки и по-ефективни коли, произвеждани от чуждестранни марки, докато цените на бензина се покачват. Опитите да се възроди града търпят провал след провал, докато продажбите на автомобилната промишленост спадат, а пазарният ѝ дял се смалява. Автомобилните производители съкращават хиляди работници и затварят заводи в града, като така допълнително се ощетяват данъчната основа. Градът прибягва до експроприация, за да се построят два големи завода за сглобяване на автомобили в града.
Кметът Йънг иска да съживи града, търсейки възможности за инвестиции в упадащата централна част на града. През 1977 г. отваря врати Ренесанс център, смесен комплекс с офиси и магазини. Тази група небостъргачи е опит да се задържат бизнесите в центъра на града. Йънг подкрепя и други големи проекти, за да привлече средната класа обратно в града. Въпреки усилията, центърът на града продължава да губи бизнеси в полза на автомобилните предградия. Големи магазини и хотели затварят врати и големи офис сгради остават празни. Йънг е критикуван, че е бил твърде фокусиран върху развиването на централните части, а не е правил достатъчно за намаляване на нивата на престъпността и за подобряване на услугите в града.
След като дълго време е бил много населен и обект на световното автомобилостроене, Детройт претърпява дълъг икономически упадък, предизвикан от множество фактори. По време на върха на населеността си през 1950-те години, Детройт има население от 1,8 милиона души. След субурбанизацията, промишленото преустройство и загубите на работни места, към 2010 г. градът има население от по-малко от 40% от тази бройка – около 700 000 души. Всяко преброяване след 1950 г. показва спад на жителите на града.
Високата безработица е усложнена от избягването на средната класа към предградията и напускането на щата от някои жители в търсене на работа. Градът е оставен с по-голяма пропорция бедни хора, намалена данъчна основа, изоставени сгради, изоставени квартали, високи нива на престъпност и тежък демографски дисбаланс.
През 1993 г. Йънг се оттегля като най-дълго служилият кмет на Детройт, решавайки да не се кандидатира за шести мандат. Тогава е избран Денис Арчър, също чернокож, който дава приоритет на развиването на центъра и намаляване на напрежението със съседните селища на Детройт. През 1996 г. след референдум хазартът в казината става легален и няколко временни казина отварят врати през 1999 г., последвани от постоянни такива през 2007 г.

### 21 век
Кампус Мартиус, преустройство на главното кръстовище в центъра на града, отваря врати като парк през 2004 г. Паркът е определян като е едно от най-добрите публични места в САЩ. Крайречните райони са фокус на възстановяване след успешните примерни на други по-стари промишлени градове.
След 2006 г. 9 милиарда долара са инвестирани в централните части на града и кварталите. 5,2 милиарда от тях идва през 2013 и 2014 г. Значително нараства строителната дейност, свързана с реабилитацията на исторически сгради из центъра.
Продължителният урбанистичен упадък на Детройт води до хиляди празни сгради из града. Някои части на Детройт са толкова рядко населени, че градът среща трудности при предоставянето на комунални услуги до тях. Градът е взел предвид множество различни решения, сред които разрушаване на изоставените домове и сгради, премахване на уличното осветление от големи части от града и поощряване на жителите на рядко населените райони да се преместят към по-населени такива. Близо половината от 305 000 имота в Детройт не успяват да платят данъците си за 2011 г., което води до 246 милиона долара пропусната печалба.
През септември 2008 г. кметът Куаме Килпатрик (който управлява шест години) подава оставка, след като получава обвинения в углавни престъпления. През 2013 г. е осъден за 24 федерални престъпления на 28 години във федерален затвор. Бившите дейности на кмета костват на града около 20 милиона долара.
Губернаторът на Мичиган обявява финансово извънредно положение през март 2013 г. На 18 юли 2013 г. Детройт става най-големият американски град, обявил банкрут. Окръжният съд потвърждава банкрута на 3 декември 2013 г., на фона на дълг от 18,5 милиарда долара, които градът трябва да изплати на хилядите си кредитори и неспособността му да го направи. На 7 ноември 2014 г. е одобрен план за излизане на града от банкрута. На 11 декември градът вече официално е излязъл от банкрут. Планът позволява на града е елиминира 7 милиарда дългове и да инвестира 1,7 милиарда в подобряване на услугите му.
Едно от най-големите усилия, направени след банкрута, е да се оправи счупената система за улично осветление. В някои периоди около 40% от светлините в града не са работили. Планът включва подмяната на старите натриеви лампи с 65 000 LED лампи. Работата започва към края на 2014 г. и завършва през декември 2016 г., а Детройт става най-големият американски град с изцяло LED улично осветление. След 2010 г. няколко инициативи са започнати от граждани на Детройт, целящи да подобрят градския пейзаж като реновират и възстановяват кварталите.

## Население
Към 2010 г. градът има население от 713 777 души, което го нарежда на 18-о място по население в САЩ.
От големите смаляващите се градове в САЩ, Детрой има най-драстичен спад на население през последните 60 години (изгубил 1 135 791 души) и се нарежда на второ място по процентен упадък (61,4%, след Сейнт Луис, 62,7%). Въпреки че населението на Детройт намалява още от 1950 г., най-драматичният период е значителният спад с 25% между 2000 и 2010 г. Колапсът на населението води след себе си голям брой изоставени жилищни и търговски сгради.
31,3% от населението в града е на възраст под 18 години, 9,7% са между 18 и 24 години, 29,5% са между 25 и 44 години, 19,3% са между 45 и 65 години и 10,4% са по-стари от 65 години. На всеки 100 жени над 18 години се падат средно 83,5 мъже. Средната възраст е 31 години.
Към 2014 г. 67% от населението са християни (49% от които са протестанти, а 16% са католици), докато 24% не са вярващи.
Населението на града се увеличава повечето от шестократно през първата половина на XX век, захранвано основно от приток на европейски, южнощатски и близкоизточни мигранти, които работят в процъфтяващата автомобилна промишленост. През 1940 г. белите хора са 90,4% от града. След 1950 г. в града настъпва голямо изместване на населението към покрайнините му. Към 1910 г. под 6000 живеят в града, а към 1930 г. те са вече 120 000.
Детройт все още е един от най-расово сегрегираните градове в САЩ. В периода 1940 – 1970 г. голяма вълна от негри идва в Детройт, за да избягат от законите на Джим Кроу в Юга и да си намерят работа. Много скоро обаче те се оказват изолирани от белите зони на града – чрез насилие, закони и икономическа дискриминация. Моделът на сегрегация е допълнително увеличен от бялата миграция към предградията.
Докато негрите съставляват само 13% от населението на Мичиган към 2010 г., те съставляват близо 82% от населението на Детройт. Белите съставляват 10%, а латиноамериканците (основно мексиканци) – 6%. Към 2010 г. в Детройт живеят 48 678 латиноамериканци, от които 36 452 мексиканци. Това е увеличение със 70% от броя им към 1990 г. През Втората световна война в града се заселват много литовци, особено в южната част на града.
| Демографски профил   | 2010  | 1990  | 1970  | 1950  | 1940  | 1930  | 1920 | 1910  |
| -------------------- | ----- | ----- | ----- | ----- | ----- | ----- | ---- | ----- |
| Бели                 | 10,6% | 21,6% | 55,5% | 83,6% | 90,7% | 92,2% | 95,8 | 98,7% |
| —без латински корени | 7,8%  | 20,7% | 54,%  | н/д   | 90,4% | н/д   | н/д  | н/д   |
| Афроамериканци       | 82,7% | 75,7% | 43,7% | 16,2% | 9,2%  | 7,7%  | 4,1% | 1,2%  |
| Латиноамериканци     | 6,8%  | 2,8%  | 1,8%  | н/д   | 0,3%  | н/д   | н/д  | н/д   |
| Азиатци              | 1,1%  | 0,8%  | 0,3%  | 0,1%  | 0,1%  | 0,1%  | 0,1% | н/д   |

| 1820      | 1830      | 1840      | 1850      | 1860      | 1870      | 1880      |
| --------- | --------- | --------- | --------- | --------- | --------- | --------- |
| 1422      | 2222      | 9102      | 21 019    | 45 619    | 79 577    | 116 340   |
| 1890      | 1900      | 1910      | 1920      | 1930      | 1940      | 1950      |
| 205 876   | 285 704   | 465 766   | 993 678   | 1 568 662 | 1 623 452 | 1 849 568 |
| 1960      | 1970      | 1980      | 1990      | 2000      | 2010      | 2017      |
| 1 670 144 | 1 514 063 | 1 203 368 | 1 027 974 | 951 270   | 713 777   | 673 104   |

## Климат
Климатът в града е умереноконтинентален, повлиян от Големите езера. Разположен е извън зоните на снежния ефект на езерата.
| Климатични данни за Детройт           | Климатични данни за Детройт | Климатични данни за Детройт | Климатични данни за Детройт | Климатични данни за Детройт | Климатични данни за Детройт | Климатични данни за Детройт | Климатични данни за Детройт | Климатични данни за Детройт | Климатични данни за Детройт | Климатични данни за Детройт | Климатични данни за Детройт | Климатични данни за Детройт | Климатични данни за Детройт |
| Месеци                                | яну.                        | фев.                        | март                        | апр.                        | май                         | юни                         | юли                         | авг.                        | сеп.                        | окт.                        | ное.                        | дек.                        | Годишно                     |
| Абсолютни максимални температури (°C) | 19                          | 21                          | 30                          | 32                          | 35                          | 40                          | 41                          | 40                          | 38                          | 33                          | 27                          | 22                          | 41                          |
| Средни максимални температури (°C)    | 0                           | 1,8                         | 7,7                         | 15,1                        | 21,1                        | 26,3                        | 28,6                        | 27,4                        | 23,3                        | 16,4                        | 9,3                         | 2,3                         | 15                          |
| Средни температури (°C)               | −3,6                        | −2,2                        | 2,9                         | 9,6                         | 15,4                        | 20,8                        | 23,1                        | 22,2                        | 18                          | 11,3                        | 5,3                         | −1,1                        | 10,2                        |
| Средни минимални температури (°C)     | −7,2                        | −6,1                        | −1,9                        | 4,1                         | 9,7                         | 15,3                        | 17,7                        | 17                          | 12,6                        | 6,3                         | 1,3                         | −4,4                        | 5,4                         |
| Абсолютни минимални температури (°C)  | −29                         | −29                         | −20                         | −13                         | −4                          | 2                           | 6                           | 3                           | −2                          | −8                          | −18                         | −24                         | −29                         |
| Средни месечни валежи (mm)            | 49,8                        | 51,3                        | 57,9                        | 73,7                        | 85,9                        | 89,4                        | 85,6                        | 76,2                        | 83,1                        | 64                          | 70,9                        | 62,5                        | 850,1                       |
| Средно количество слънчеви часове     | 119.9                       | 138.3                       | 184.9                       | 217.0                       | 275.9                       | 301.8                       | 317.0                       | 283.5                       | 227.6                       | 176.0                       | 106.3                       | 87.7                        | 2436                        |
| ------------------------------------- | --------------------------- | --------------------------- | --------------------------- | --------------------------- | --------------------------- | --------------------------- | --------------------------- | --------------------------- | --------------------------- | --------------------------- | --------------------------- | --------------------------- | --------------------------- |
| Източник: NOAA                        |                             |                             |                             |                             |                             |                             |                             |                             |                             |                             |                             |                             |                             |

## Икономика
Детройт, както и регионът около него, е голям промишлен център. Най-силно засегнатите сектори са производството (основно на автомобили), финансите, технологиите и здравеопазването. Особено известен е като дом на автомобилните компании „General Motors“, „Ford Motor Company“ и „Chrysler“. Към април 2014 г. нивото на безработицата в града е 14,5%. Поради близостта си до Канада, градът е важен транспортен възел.

## Спорт
Детройт е град с традиции в хокея, баскетбола и бейзбола.
- Детройт Ред Уингс е най-успешният американски хокеен отбор в НХЛ с 11 купи Стенли.
- Детройт Пистънс е баскетболен отбор от Детройт с 3 титли от НБА.

## Известни личности
Родени в Детройт
- Джери Брукхаймър (р. 1945) – режисьор
- Екзибит (р. 1974) – музикант
- Франсис Форд Копола (р. 1939) – режисьор
- Пол Милгръм (р. 1948) – икономист
- Мит Ромни (р. 1947) – политик
- Дрийм Хамптън (р. 1971) – журналистка
- Ким Хънтър (1922 – 2002) – актриса

Други личности, свързани с Детройт
- Еминем (р. 1972) – хип-хоп изпълнител и продуцент
- Хенри Форд (1863 – 1947) – основател на Форд Мотър Къмпъни